# Obława (film 2010)
Obława (fr. La Rafle, 2010) – francuski dramat wojenny w reżyserii Roselyne Bosch. 

## Fabuła
W filmie przedstawiono tzw. obławę Vel d'Hiv przeprowadzoną w Paryżu na francuskich Żydów przez francuską policję 16 lipca 1942 roku. W jej rezultacie około 13 tys. osób, w tym 4 051 dzieci, zostało przetransportowanych do obozu przejściowego w Beaune-la-Rolande (departament Loiret) a następnie do Auschwitz. W filmie wykorzystano autentyczną historię jedenastoletniego Josepha Weismanna, jednej z nielicznych osób, która przeżyła wojnę.

## Obsada
- Hugo Leverdez – Joseph Weismann
- Mélanie Laurent – pielęgniarka Annette Monod
- Jean Reno – lekarz doktor David Sheinbaum
- Gad Elmaleh – Schmuel Weismann
- Raphaëlle Agogué – Sura Weismann
- Sylvie Testud – Bella Zygler
- Anne Brochet – Dina Traube
- Oliver Cywie – Simon Zygler
- Catherine Allégret  – dozorczyni "Tati"
- Mathieu oraz Romain Di Concetto – Noé Zygler
- Isabelle Gélinas – Hélène Timonier
- Rebecca Marder – Rachel Weismann
- Adèle Exarchopoulos – Anna Traube
- Antoine Stip – profesor Saul Traube
- Thierry Frémont – strażak kapitan Henri Pierret

i inni